# Atalaya (Panama)
Atalaya is een plaats en gemeente (in Panama un distrito genoemd) in de provincie Veraguas in Panama. In 2015 was het inwoneraantal 11.000.
De gemeente bestaat uit devolgende vijf deelgemeenten (corregimiento): Atalaya  (de hoofdplaats, cabecera), El Barrito, La Carrillo, La Montañuela en San Antonio.